# Grytviken
Grytviken – dawna stacja wielorybnicza w brytyjskim terytorium zamorskim Georgia Południowa w Antarktyce, pierwsza stacja wielorybnicza na półkuli południowej, która zapoczątkowała nowoczesny przemysł wielorybniczy w wodach Antarktyki. 
Założona w 1904 roku przez norweskiego wielorybnika Carla Antona Larsena (1860–1924) została zamknięta w 1964 roku. Po gruntownym oczyszczeniu terenów stacji ze szkodliwych materiałów w latach 2003–2005 została uznana za bezpieczną dla ruchu turystycznego. Od 1992 roku funkcjonuje tu Muzeum Georgii Południowej. Na lokalnym cmentarzu znajduje się grób Ernesta Shackletona (1874–1922).

## Nazwa
Nazwa Grytviken (dosł. „zatoka kotłów”) została nadana przez Szwedzką Wyprawę Antarktyczną (1901–1904) pod kierownictwem Otto Nordenskjölda (1869–1928) i pochodzi od znalezionych tu wielkich żelaznych kotłów, które były używane do wytapiania tłuszczu przez łowców fok działających w tym regionie . 

## Geografia
Grytviken leży nad zatoką King Edward Cove  w systemie fiordów Cumberland Bay (Cumberland East Bay ) w północnej części wyspy Georgii Południowej . Zatokę otaczają strome wzgórza Mount Duse (510 m), Mount Hodges (605 m) i Brown Mountain (330 m) .
Wody zatoki zamieszkują kotiki i mirungi . Występują tu także ptaki rożeniec żółtodzioby, świergotek antarktyczny, pingwin królewski, mewa południowa i rybitwa antarktyczna .

## Historia
W latach 80. XVIII w. w regionie zatoki operowali amerykańscy łowcy fok a po ich działalności pozostały wielkie żelazne kotły używane do wytopu tłuszczu. Na początku XX w. do zatoki dotarła Szwedzka Wyprawa Antarktyczna (1901–1904) pod kierownictwem Otto Nordenskjölda (1869–1928), a kapitanem statku ekspedycji – „Antarctic” był norweski wielorybnik Carl Anton Larsen (1860–1924). Znaleziono pozostałości dawnej stacji połowu fok, którą nazwano Grytviken . Wyprawa Nordenskjölda spędziła tu miesiąc . Podczas dalszej podróży na południe „Antarctic” utknął w lodzie w zatoce Erebus and Terror Gulf. Załoga opuściła statek, który przez ponad miesiąc dryfował z lodem, co doprowadziło do wyrwania większej części stępki. Po wypłynięciu na wolne wody statek zatonął na Morzu Weddella na wschód od Paulet Island . Załoga dotarła do Paulet Island, gdzie przezimowano. Po ustąpieniu lodu, 31 października Larsen wraz z 5 towarzyszami wyruszył w welbocie na poszukiwania innych członków wyprawy – Gunnara Anderssona (1874–1960) i Nordenskjölda, których odnalazł 8 listopada 1903 roku. Tego samego dnia przybył argentyński statek „Urugwaj”, który został wysłany z misją ratunkową i który zabrał polarników do Buenos Aires. 

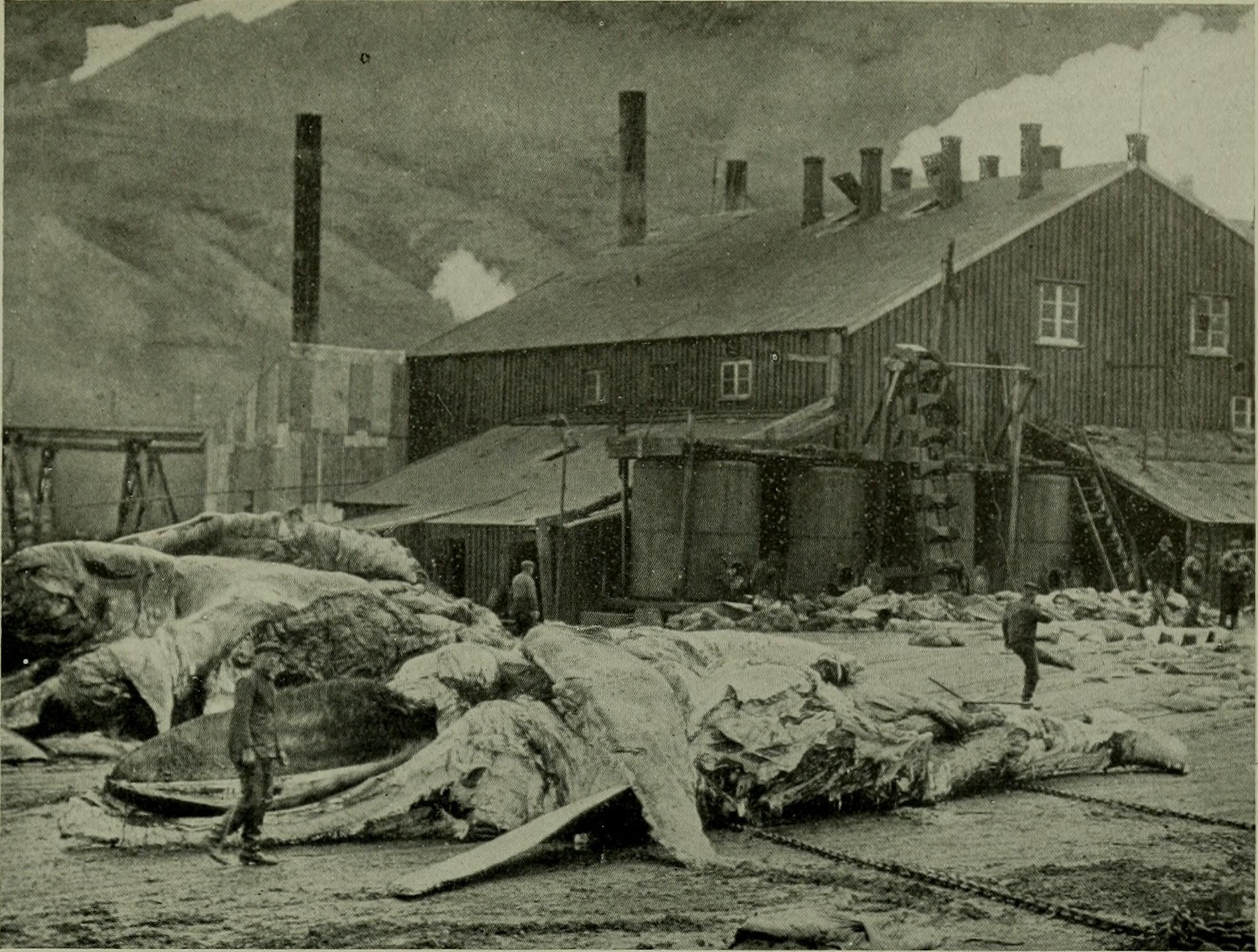
Grytviken (1913)

W Buenos Aires Larsen przedstawił lokalnym biznesmenom pomysł połowu wielorybów w Georgii Południowej i utworzenia firmy. Dzięki ich wsparciu Larsen wkrótce zarejestrował firmę wielorybniczą Compañía Argentina de Pesca (tłum. „Argentyńska Kompania Rybacka”). W 1904 roku Larsen powrócił do Grytviken, gdzie 16 listopada założył pierwszą stację wielorybniczą. Niezbędny sprzęt i wyposażenie, w tym prefabrykaty do wzniesienia trzech budynków (fabryki, domu zarządcy i domu pracowników) przywieziono z Norwegii. Stacja została postawiona w miesiąc, a 22 grudnia odłowiono pierwszego wieloryba. Na jej wyposażeniu był jeden statek wielorybniczy „Fortuna”. Była to pierwsza stacja wielorybnicza na półkuli południowej, która zapoczątkowała nowoczesny przemysł wielorybniczy w wodach Antarktyki . 
W pierwszym roku działalności Grytviken odłowiono 183 wieloryby i wyprodukowano prawie 6 tys. baryłek oleju wielorybiego. W kolejnym roku Larsen zakupił drugi statek wielorybniczy i zwiększył ilość kotłów do wytopu tłuszczu z 12 do 24. Przez pierwsze 10 lat działalności odławiano przede wszystkim humbaki, które praktycznie wytrzebiono, dlatego w okresie późniejszym, aż do zamknięcia stacji w 1965 roku skupiono się na połowie płetwali zwyczajnych. Ponadto w latach 1905–1912 zabito 185 waleni, po czym liczba tych ssaków gwałtownie spadła i w latach 1913–1927 odłowiono 29 sztuk a później jedynie 5. Do zamknięcia w 1964 roku stacja odłowiła i przetworzyła 54 tys. wielorybów. Grytviken zajmowała się również połowem i przetwórstwem mirung – zabito ich tu prawie 261 tys.
Larsen zarządzał stacją przez pierwsze 10 lat. W 1911 roku introdukował na wyspie renifery , a w 1913 roku wybudował dla wielorybników kościół . W 1912 roku wzniesiono tamę dla potrzeb hydroelektrowni i zbudowano sztuczny zbiornik Gull Lake. Przez wiele lat załoga stacji pochodziła z Norwegii, dochodząc w niektórych okresach letnich do 1000–1500 osób . Na terenie stacji znajdowały się baraki dla pracowników, kuchnia, łaźnia, a także piekarnia, rzeźnik, zakłady naprawcze (m.in. blacharnia, kotlarnia i spawalnia) a także biblioteka, kino, kościół, boisko do piłki nożnej i skocznia narciarska. 
Sukces wielorybników w Grytviken przyciągnął inne przedsiębiorstwa wielorybnicze i w ciągu 10 lat na wyspie powstało wiele stacji w siedmiu zatokach (Kolejne stacje: Godthul Harbour (1908), Leith Harbour i Ocean Harbour (1909), Husvik (1910), Stromness (1912), Prince Olav Harbour (1917) ). Zyski były ogromne a popyt na olej wielorybi wzrósł jeszcze w czasie I wojny światowej. W latach 20. XX w. stacjom wyrosła konkurencja w postaci statków-przetwórni, przyszedł kryzys i doszło do nadprodukcji oleju wielorybiego. Okres ten przetrwały jedynie dwie stacje na Georgii Południowej – Grytviken i Leith Harbour. 
W latach 60. XX w. stacja została wydzierżawiona na kilka sezonów japońskim firmom wielorybniczym . Z powodu doprowadzenia na skraj wymarcia wielkich, opłacalnych ekonomicznie wielorybów wszystkie stacje na Georgii Południowej zostały zamknięte do 1965 roku. Grytviken zaprzestała działalności w 1964 roku . Do 1971 roku na terenie stacji przebywał norweski zarządca – Ragnor Thorsen.
Po jego wyjeździe, przez 20 lat stacja pozostawała opuszczona, wystawiona na działalność czynników naturalnych i plądrowana przez zaglądających tu turystów. W 1991 roku brytyjski departament Foreign and Commonwealth Office rozpoczął uprzątanie terenu stacji, a w 1992 roku otwarto tu Muzeum Wielorybnictwa, przekształcone później w Muzeum Georgii Południowej (ang. South Georgia Museum) . 
W latach 2003–2005 przeprowadzono gruntowne oczyszczenie terenów stacji , usuwając ogromne ilości szkodliwych materiałów i stacja została uznana za bezpieczną dla ruchu turystycznego.

## Grytviken współcześnie

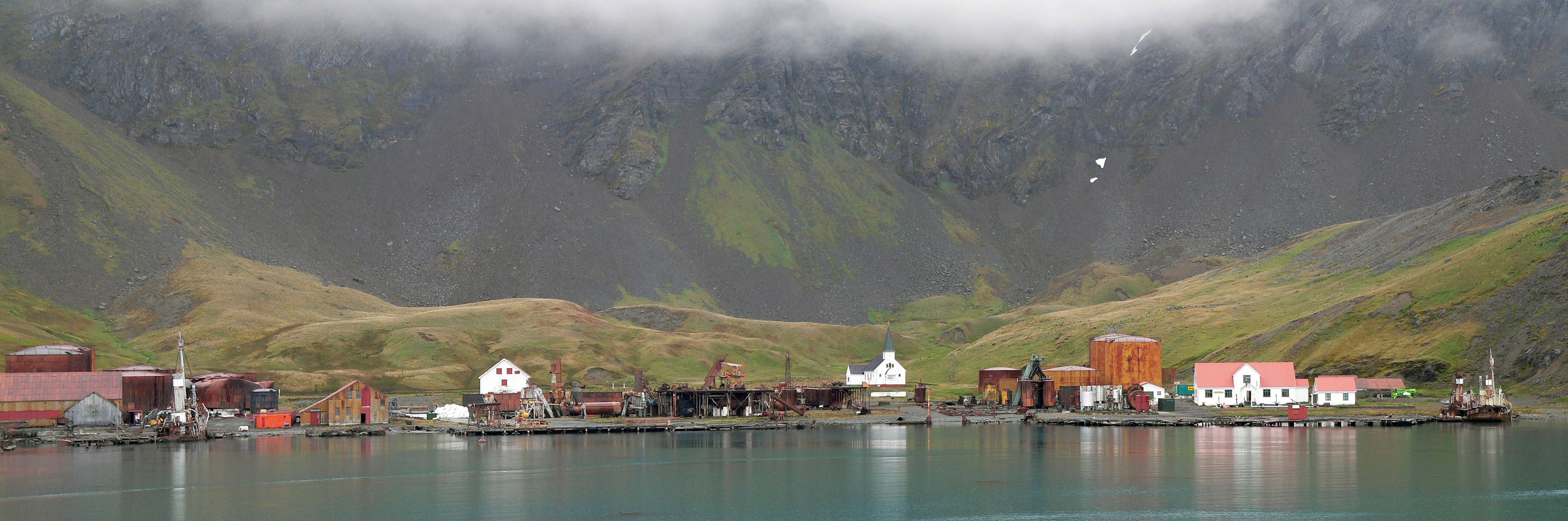
Panorama Grytviken (2007)

Do dziś w Grytviken zachowały się m.in.:
- pozostałości przetwórni mięsa i tłuszczu wielorybiego
- dawna willa zarządcy stacji – siedziba Muzeum Georgii Południowej[19]
- drewniany norweski kościół[19]
- cmentarz wielorybników z 64 grobami m.in. Ernesta Shackletona (1874–1922) i Franka Wilda (1873–1939)[19]
- samotny krzyż i grób W. Slosarczyka przy wodospadzie, nad cmentarzem (Slosarczyk, urodzony 9 grudnia 1887, był jedynym radiotelegrafistą na statku polarnym "Deutschland" podczas wyprawy Wilhelma Filchnera, która wyruszyła 3 maja 1911 z Hamburga z zamiarem zdobycia bieguna południowego; Slosarczyk doznał wypadku na morzu i zmarł 26 listopada 1911, co było główną przyczyną fiaska ekspedycji, po utknięciu w lodach i dryfie na Morzu Weddella)[20]
- wraki statków wielorybniczych „Petrel” i „Albatros”, statku do polowań na foki „Dias”, transportowca „Louise”[21]
- pozostałości skoczni narciarskiej, na której rozgrywano zawody w skokach narciarskich pomiędzy stacjami na wyspie; punkt konstrukcyjny skoczni w Grytviken znajdował się na 35 metrze[22]

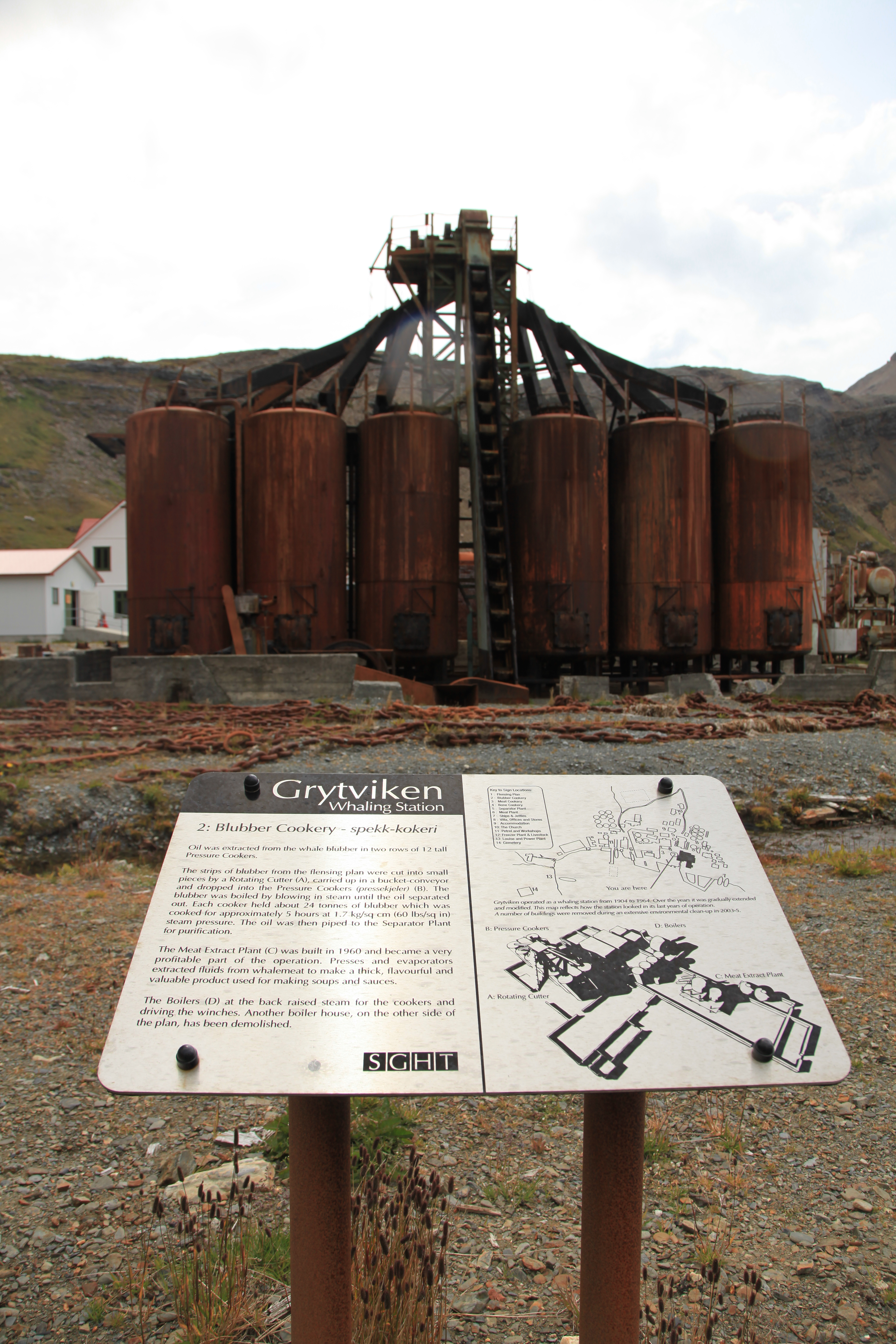
Pozostałości urządzeń do wytopu tłuszczu wielorybiego
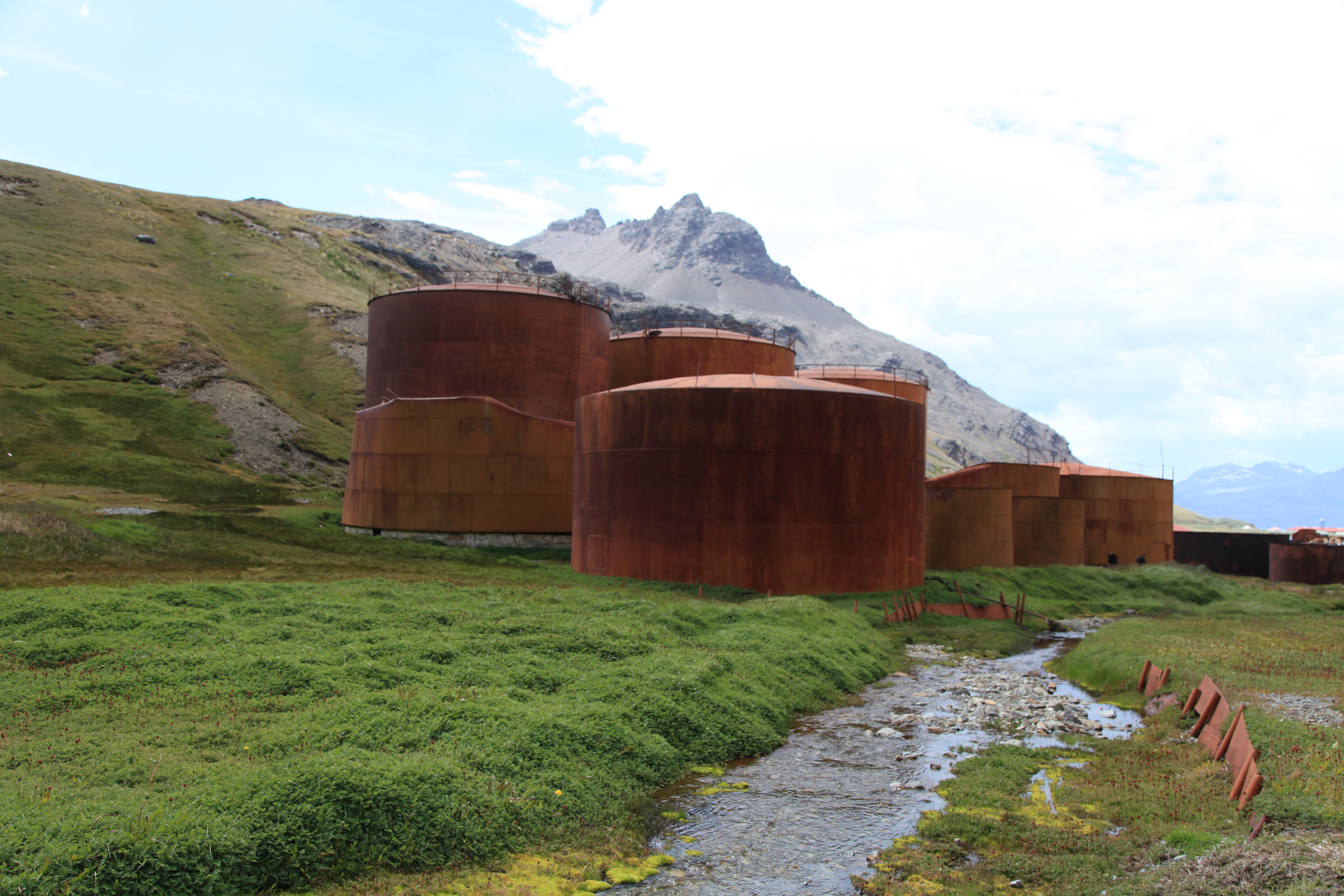
Zbiorniki na olej wielorybi
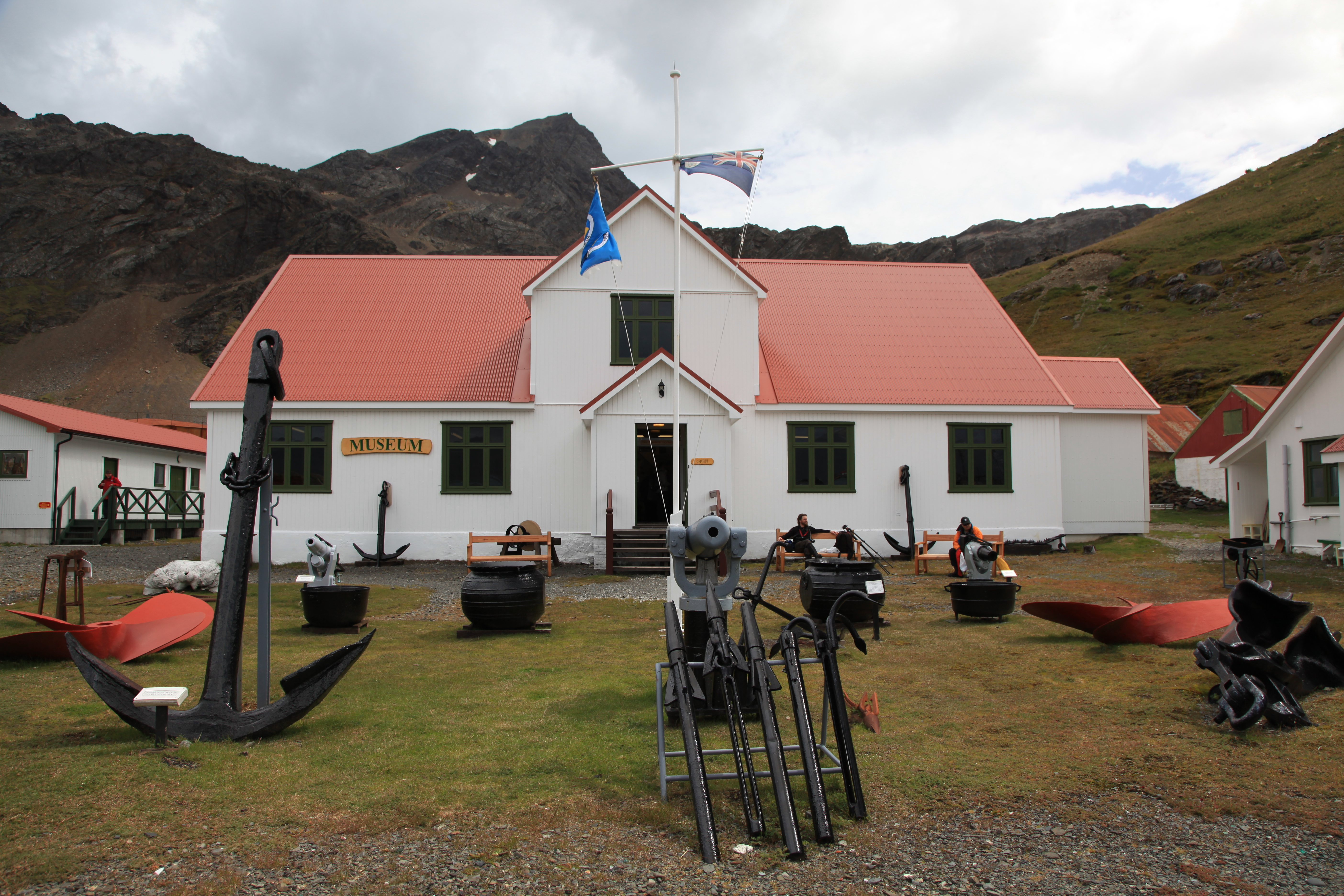
Muzeum Georgii Południowej
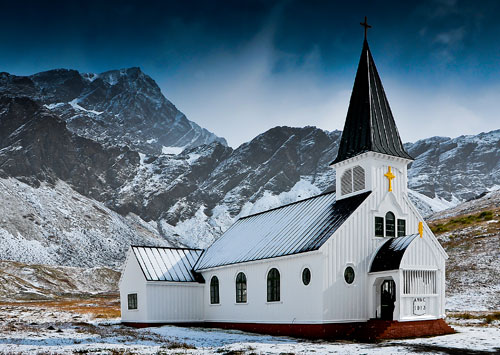
Norweski kościół luterański
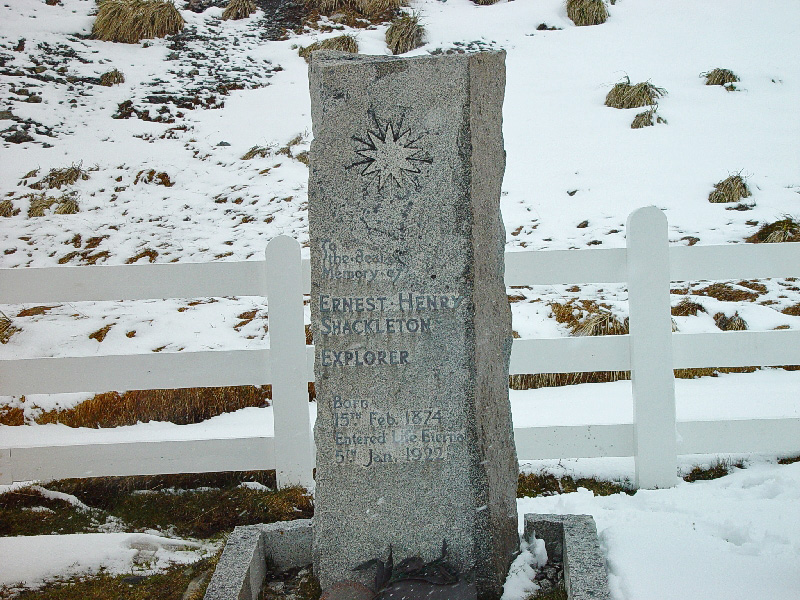
Grób Ernesta Shackletona
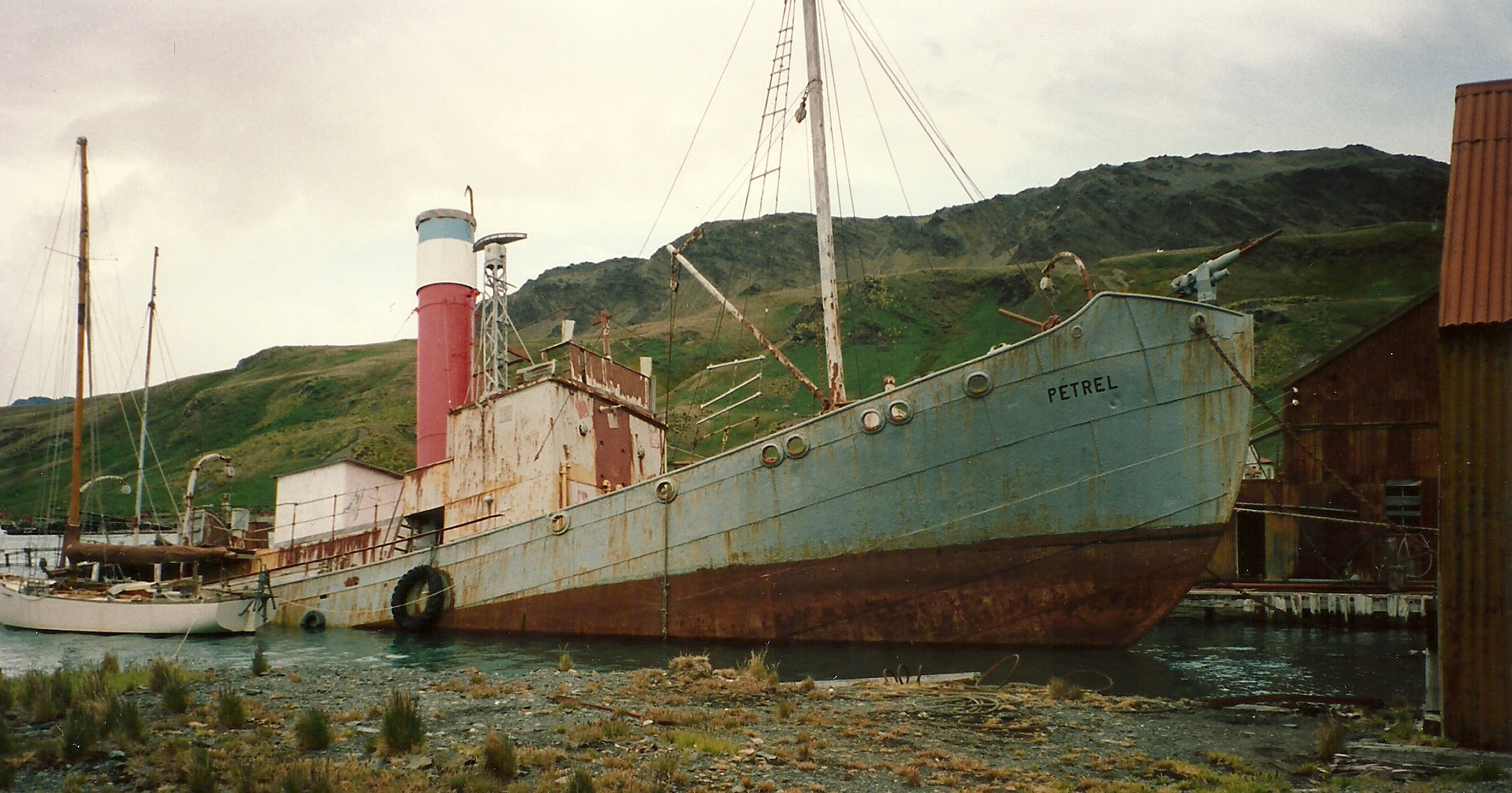
Wrak statku wielorybniczego „Petrel”